# Football Club Flora 2012
Questa voce raccoglie le informazioni riguardanti il Football Club Flora Tallinn nelle competizioni ufficiali della stagione 2012.

## Stagione
- In campionato la società termina al terzo posto dietro a Kalju Nõmme e Levadia Tallinn.
- In coppa nazionale vince per la 6ª volta il titolo, battendo in finale 3-1 il Kalju Nõmme.
- In supercoppa nazionale vince contro il Trans Narva.
- In Champions League viene eliminata al secondo turno dagli svizzeri del Basilea.

## Maglie e sponsor
La divisa casalinga era composta da una maglia verde a strisce bianche laterali, pantaloncini bianchi e calzettoni verdi. Quella da trasferta era invece composta da una maglia bianca con inserti neri sulle spalle, pantaloncini neri e calzettoni neri.
| Casa | Trasferta |

## Rosa
| N. |                    | Ruolo | Calciatore            |
| -- | ------------------ | ----- | --------------------- |
| 1  | Estonia (bandiera) | P     | Stanislav Pedõk       |
| 4  | Estonia (bandiera) | D     | Aleksei Jahhimovitš   |
| 5  | Estonia (bandiera) | D     | Meelis Peitre         |
| 6  | Estonia (bandiera) | D     | Karol Mets            |
| 7  | Georgia (bandiera) | C     | Zakaria Beglarishvili |
| 8  | Estonia (bandiera) | A     | Hannes Anier          |
| 9  | Estonia (bandiera) | A     | Rauno Alliku          |
| 10 | Estonia (bandiera) | A     | Martti Pukk           |
| 11 | Estonia (bandiera) | C     | Siim Luts             |
| 12 | Estonia (bandiera) | P     | Mait Toom             |
| 13 | Estonia (bandiera) | C     | Reio Laabus           |
| 14 | Estonia (bandiera) | A     | Aleksei Belov         |

| N. |                      | Ruolo | Calciatore         |
| -- | -------------------- | ----- | ------------------ |
| 16 | Estonia (bandiera)   | D     | Markus Jürgenson   |
| 17 | Estonia (bandiera)   | A     | Kaarel Torop       |
| 18 | Russia (bandiera)    | C     | Nikolai Mašitšev   |
| 19 | Estonia (bandiera)   | D     | Gert Kams          |
| 22 | Estonia (bandiera)   | D     | Nikita Baranov     |
| 24 | Estonia (bandiera)   | D     | Karl Palatu        |
| 25 | Estonia (bandiera)   | C     | Andre Frolov       |
| 33 | Estonia (bandiera)   | C     | Karl Mööl          |
| 41 | Finlandia (bandiera) | C     | Valeri Minkenen    |
| 73 | Estonia (bandiera)   | C     | Karl-Eerik Luigend |
| 99 | Estonia (bandiera)   | A     | Albert Prosa       |